# 7.5 cm KwK 37
7.5-cm-KwK 37 L/24 (独: 7.5-cm-Kampfwagenkanone 37 L/24）は、第二次世界大戦初期から末期にかけてドイツ陸軍が使用した戦車砲。設計、製造はクルップ社。

## 概要
口径75mmで24口径長の戦車砲。第二次世界大戦初期から中期のIV号戦車、III号突撃砲、末期のIII号戦車に搭載された。24口径長が示すとおり短い砲身長で、主に榴弾発射の歩兵支援砲として設計されたが、戦争初期の装甲厚が薄い戦車に対しては有効であった。
しかし、重装甲を誇ったイギリス軍のマチルダII歩兵戦車やフランス軍のルノーB1重戦車、東部戦線（独ソ戦）のKV-1重戦車、傾斜装甲を取り入れたT-34中戦車に対しては歯が立たず、1942年3月頃からIV号戦車とIII号突撃砲が新型長砲身戦車砲（7.5cm-KwK 40 L/43、L/48）に換装されると余剰となり、古い装甲車両から降ろされた7.5cm-KwK 37は、射程は限られるものの成形炸薬弾を用いた対戦車戦闘も行えた為、中戦車としての性能の限界を迎えたⅢ号戦車や、他の歩兵支援車両を武装する為に再利用された。
III号突撃砲や歩兵支援車両に搭載されたものは、砲兵科の管轄になるため7,5cm-StuK 37（7,5cm-Sturmkanone 37）と呼ばれる。7,5cm-StuK 37は旋回砲塔に搭載しない為、角度が限定されるが砲袈が旋回し、間接射撃用の照準器を備えている。
薬室は垂直鎖栓式閉鎖機を持ち、発砲後、自動的に薬莢が排出され開いたままとなり、新たな砲弾を装填後に自動的に閉鎖される。7,5cm-StuK 37 との弾薬の互換性はあるが、7,5cm-KwK 39 や7,5cm-KwK 40 (7.5cm StuK 40)、7.5 cm PaK 40、7.5 cm KwK 42とは薬室長が異なる為、互換性はない。
ドイツ兵からは、その短い砲身から"Stummel"（切株）と呼ばれた。

### 弾種
- Pzgr39:曳光徹甲弾
- Sprgr34:榴弾
- Gr38 Hl/A:成型炸薬弾
- Gr38 Hl/B:成型炸薬弾
- Gr38 Hl/C:成型炸薬弾
- Nbgr:煙幕弾

| 弾種      | 重量(Kg) | 砲口初速(m/s) | 100m | 500m | 1,000m | 1,500m | 2,000m |
| --------- | -------- | ------------- | ---- | ---- | ------ | ------ | ------ |
| PzGr      | 6.8      | 385           | 41   | 39   | 35     | 33     | 30     |
| Gr38 Hl/A | 4.4      | 450           | 70   | 70   | 70     | 70     | -      |
| Gr38 Hl/B | 4.4      | 450           | 75   | 75   | 75     | 75     | -      |
| Gr38 Hl/C | 4.8      | 450           | 100  | 100  | 100    | 100    | -      |

(Gr38 Hlは成形炸薬弾の為、距離と貫通力は無関係）

## 搭載車両
- NbFz(Neubaufahrzeug)
- III号戦車 N
- IV号戦車 A-F
- III号突撃砲 A-E
- Sd Kfz 233 SchwererPanzerspahwagen "Stummel"
- Sd Kfz 234 / 3 SchwererPanzerspahwagen "Stummel"
- Sd Kfz 250 / 8 Schutzenpanzerwagen "Stummel"
- Sd Kfz 251 / 9 Schutzenpanzerwagen "Stummel"

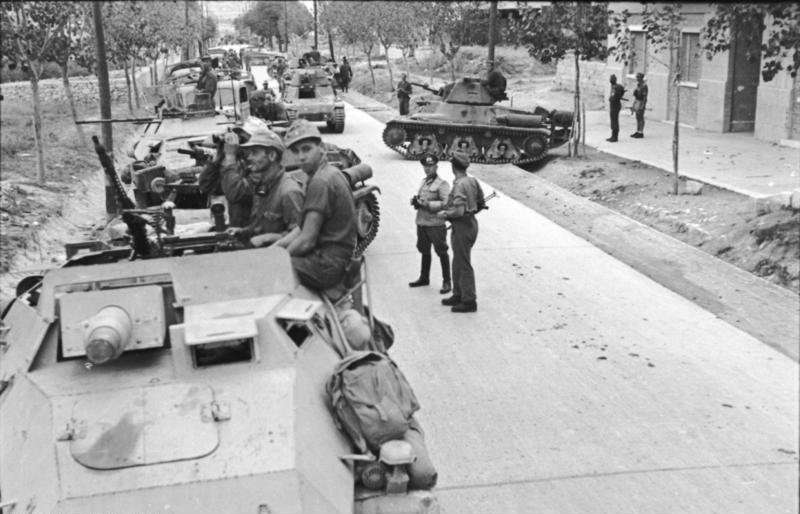
ユーゴスラビアで作戦行動中のSd.Kfz.233。画像右奥にはドイツ軍に鹵獲されたフランス軍のオチキス H35軽戦車も確認できる
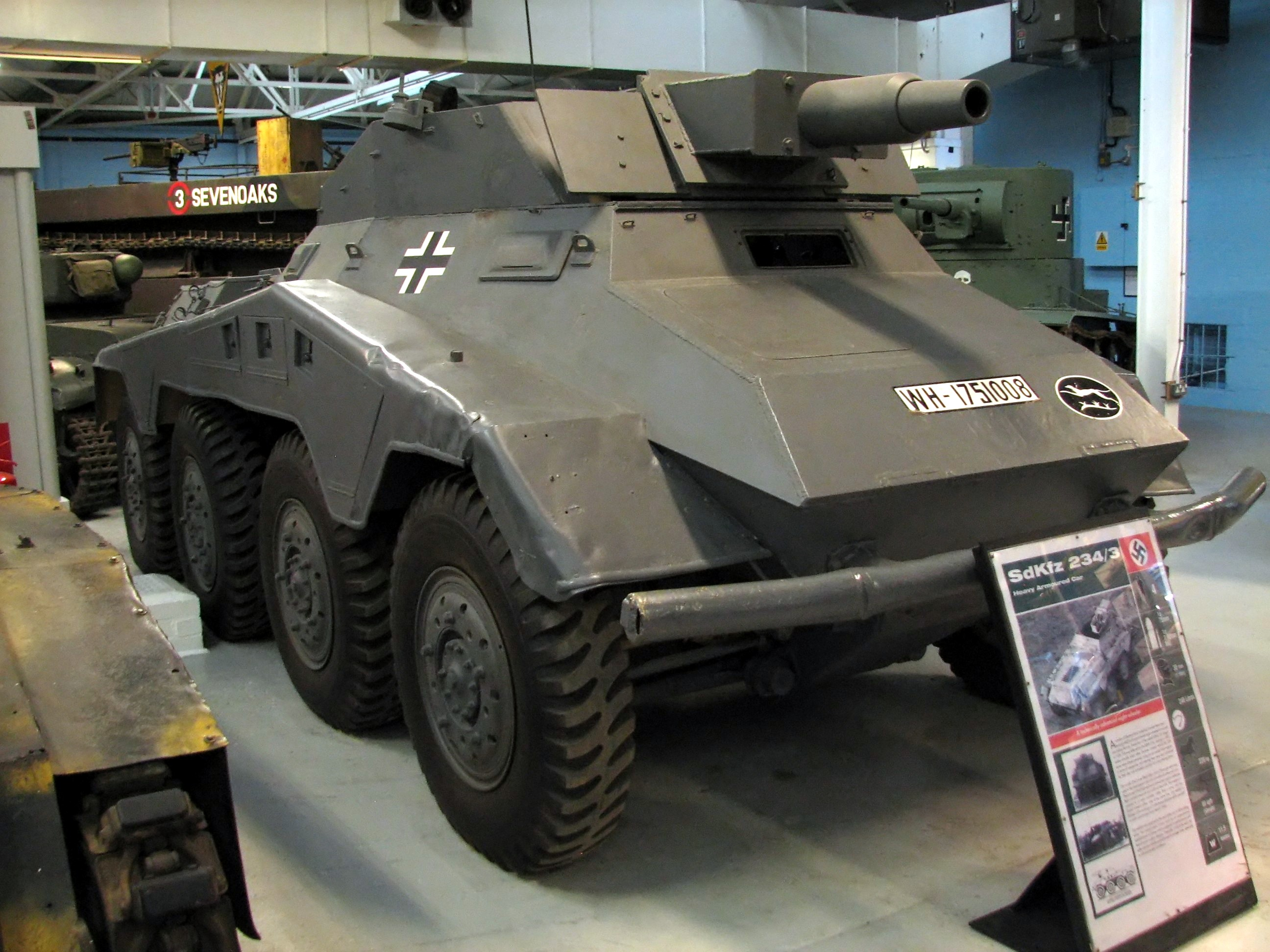
ボービントン戦車博物館に保存されているSd.Kfz.234/3
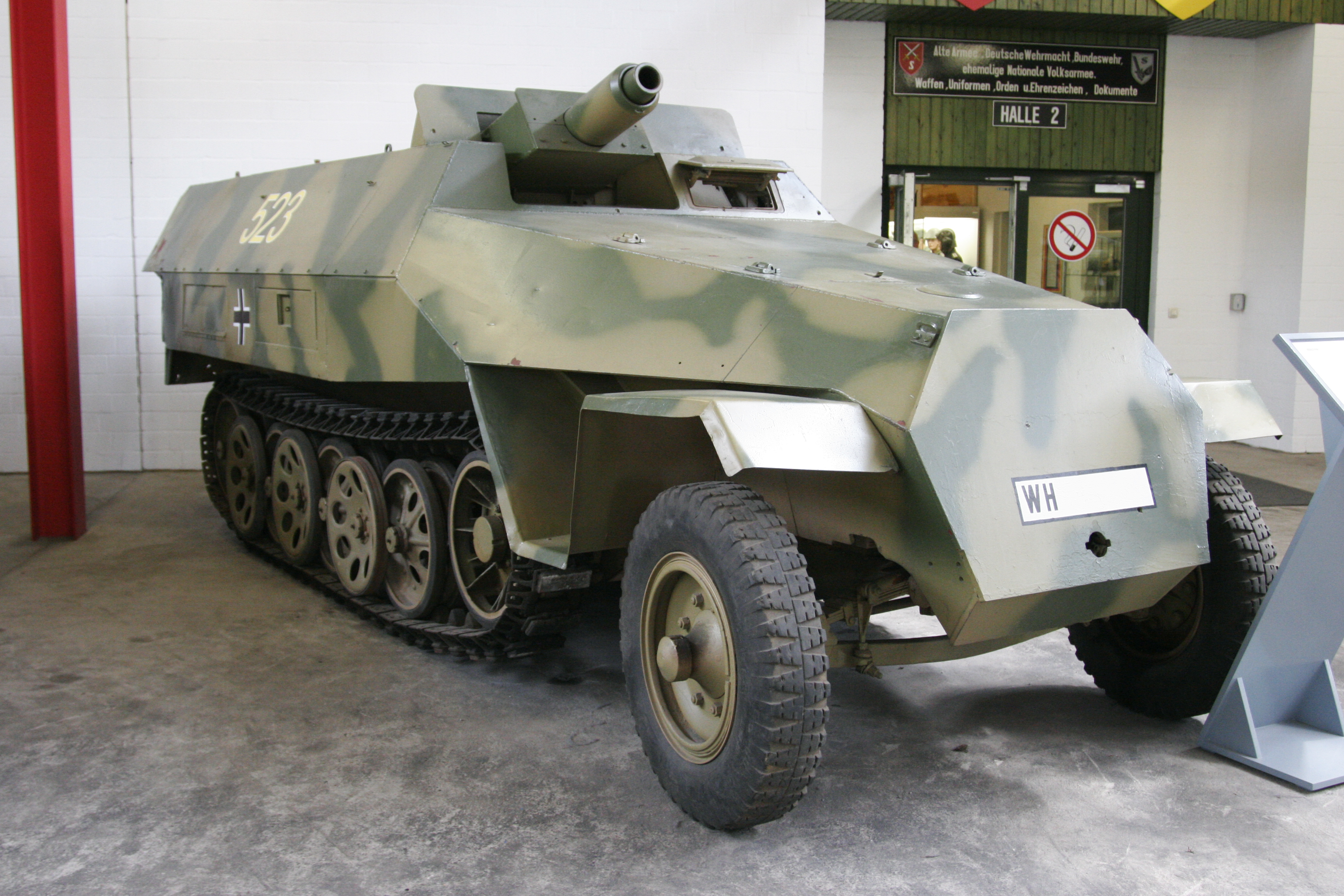
Sd.Kfz. 251/9 7,5cm自走砲 "Stummel"初期型